# James Balfour (juiz)
James Balfour, Lorde Pittendreich (c. 1525 – 1583) foi um escritor jurídico, juiz e político escocês.

## David Beaton
Filho de Michael Balfour de Montquhanny, em Fife, foi educado para o sacerdócio e adotou o ramo legal da profissão clerical, como era comum na Escócia neste período.
Tendo participado com seus irmãos, David e Gilbert, da conspiração para o assassinato do cardeal Beaton, Balfour compartilhou o destino dos demais conspiradores, que, na rendição do Castelo de St. Andrews, em junho de 1547, para os franceses, foram autorizados a salvar suas vidas em troca de serviços nas galés. John Knox, seu companheiro de prisão na mesma galé, considerou Balfour um renegado e o denunciou como um blasfemo manifesto por sua deserção do grupo de reformadores da Igreja da Escócia, registra sua libertação em 1549. O arcebispo John Spottiswoode, uma autoridade menos adversa a Balfour, afirma que tal libertação se deveu ao fato de ele ter renunciado ao protestantismo.
Logo após sua libertação, Balfour tornou-se arcediago de Lothian e juiz principal do tribunal consistorial do arcebispo de St. Andrews. Continuou por alguns anos apoiando a política de Maria de Guise e depois se juntou aos Lordes da Congregação, um grupo de nobres protestantes que se opuseram ao casamento da jovem Maria da Escócia, com o Delfim de França (que posteriormente se tornaria Francisco II), foi admitido em seus conselhos, mas traiu seus planos. Foi recompensado com a nomeação para o curato de Flisk, em Fife.
Logo após o regresso da Rainha Maria à Escócia, Balfour foi nomeado Lorde Extraordinário de Sessão, em 12 de novembro de 1561, e em 15 de novembro de 1563, Lorde Ordinário do Tribunal de Sessão. A abolição, em 1560, da jurisdição consistorial eclesiástica, um dos primeiros frutos da Reforma Escocesa, levou a uma grande confusão com referência às causas importantes que lhe eram atribuídas. Entre outras, tudo o que se relacionava com o casamento, a legitimidade e as vontades, estavam sob seu controle, e achou-se necessário instituir um Tribunal de Comissários em Edimburgo em seu lugar. Balfour foi o chefe dos quatro primeiros comissários, e a carta de nomeação, em 8 de fevereiro de 1563, está impressa no tratado que recebeu o nome de "Balfour's Practicks".

## Rizzio e Lorde Darnley
Com outros partidários do Conde de Bothwell e o próprio Conde, é dito que Balfour fugiu do Palácio de Holyrood na noite do assassinato do secretário particular da Rainha Maria, David Rizzio. O Lord Clerk Register, James MacGill, foi privado desse cargo por sua participação na conspiração do assassinato, e Balfour foi nomeado para o seu lugar.
Os boatos, apoiados neste caso por evidências prováveis, atribuíram a Balfour a parte infame de ter ligação com o assassinato de Henrique Stuart, Lorde Darnley, por ter providenciado sua hospedagem em uma casa de um de seus irmãos, em Kirk o' Field, onde o crime ocorreu. Embora ele não estivesse presente, de acordo com as confissões dos perpetradores, ele foi acusado de cumplicidade pelos bilhetes ou cartazes colocados nos muros de Edimburgo imediatamente após o crime. Sua nomeação, durante o curto período de poder do Conde de Bothwell, para o cargo incompatível de um advogado, de governador do Castelo de Edimburgo; sua atuação como comissário no processo de divórcio da senhora Bothwell contra seu marido e, como Lord Clerk Register no registro de consentimento de Maria no contrato de casamento com Bothwell, não deixaram dúvidas de que ele foi um instrumento útil e pronto nas mãos do chefe assassino, e recebeu sua recompensa.
Com sua grande habilidade para mudar de lado, embora não singular, ele superou outros políticos da época, e quando a queda de Bothwell foi considerada iminente, ele mudou rapidamente mais uma vez de lado e entregou o castelo a Jaime Stewart, 1.º Conde de Moray, recebendo em troca um donativo do priorado de Pittenweem, uma anuidade para o seu filho das rendas do priorado de St. Andrews, e um perdão por sua participação na morte de Lorde Darnley. De acordo com o diário atribuído ao secretário da Rainha Maria, Nau, foi por causa do conselho de Balfour, "um traidor que se ofereceu primeiro para um lado e depois para o outro", que a rainha deixou o castelo de Dunbar e participou da marcha para Edimburgo, que resultou em sua rendição em Carberry Hill. Ele estava presente na batalha de Langside, no exército do regente. Por ter renunciado ao cargo de Lord Clerk Register para permitir a reintegração de James MacGill, amigo do regente Moray, Balfour recebeu uma pensão de 500 libras e a presidência do Tribunal de Sessão, da qual William Baillie, Lorde Provand, foi removido pelo fato de não ser, como o ato que o institui exigia, da ordem clerical – uma mera pretensão por parte do líder do grupo protestante.
É duvidoso que ele tenha traído Bothwell dando informações que levaram à intercepção das "Cartas do Porta-Jóias" (provas da conexão da Rainha Maria com o assassinato de seu marido, o Lorde Darnley), não porque tal ato seja o menos incompatível com seu personagem, mas porque é considerado por muitos, uma solução mais provável do mistério, que "As Cartas" eram forjadas.

## Regência de Lennox e Morton
Durante a regência de Moray, Balfour foi suspeito de intrigar com os adeptos da rainha enquanto pertencia ostensivamente ao grupo do regente e foi privado do cargo de presidente do Tribunal de Sessão em 1568. Pouco antes da morte de Moray, Balfour foi preso, acusado pelo Conde de Lennox, por sua participação no assassinato de Henrique Stuart, Lorde Darnley; mas um suborno pago a Wood, secretário do regente, obteve sua libertação sem julgamento e, apesar de perder a presidência do Tribunal de Sessão, manteve o recebimento de donativos do priorado de Pittenweem. Após Lennox assumir a regência de seu neto, Jaime VI, Balfour teve todos os seus bens confiscados em 30 de agosto de 1571, mas no ano seguinte, fez um acordo com o novo regente, Jaime Douglas, 4º Conde de Morton, abandonou seus companheiros do lado da rainha, William Maitland de Lethington e William Kirkcaldy de Grange, e negociou a pacificação de Perth em 1573.
Considerado não confiável, nem mesmo por aqueles que fingiu servir e duvidando de sua própria segurança, Balfour fugiu para a França, onde parece ter permanecido até 1580. Com a devolução de seus bens em 1579 pelo parlamento, Balfour retornou à Escócia e se dedicou à derrubada de Morton do poder, que ele realizou, dizia-se, pela produção do vínculo para o assassinato de Darnley, que ele próprio elaborou, mas mais provavelmente do vínculo subsequente em apoio do casamento de Bothwell com a Rainha Maria. A última certa aparição de Balfour na história está em uma longa carta dele para Maria, em 31 de janeiro de 1580, oferecendo-lhe os seus serviços: mas acredita-se que tenha vivido até 1583, devido a um registro nos livros do conselho privado datado de 24 de janeiro de 1581, restaurando seus filhos, que se refere a ele como morto.

## Balfour's Practicks
Com sua esposa Margaret, herdeira de Michael Balfour, de Burleigh, ele teve três filhas e seis filhos, o mais velho deles, Michael Balfour, recebeu o título de Lorde Balfour of Burleigh em 1606. Balfour parece ter sido um advogado e é louvado por seu contemporâneo, Henryson, por sua participação na comissão de 1566 para a consolidação das leis. Algumas partes da compilação, publicadas em 1774 a partir de um manuscrito na Advocates Library, foram tiradas da coleção provavelmente feita por ele em conexão com esta comissão. Mas as referências especiais ao Livro de Balfour (Liber de Balfour) e o fato de que houve uma comissão subsequente convocada por Morton em 1574, na qual, apesar de ser membro, seu exílio na França não pode ter admitido sua liderança, priva-o, na opinião das melhores autoridades, da reivindicação da autoria de todo o manuscrito, que desafortunadamente foi publicado sob o seu nome, e é conhecido como Balfour's Practicks, o primeiro livro de texto da lei escocesa.